# Eduard Puig Minyana
Eduard Puig Minyana, València, Carrega, Eduardo (Beniarjó, la Safor, 1918 - Los Cantos, La Pobla d'Arenós, 1948).
Era músic de professió. Fou milicià al front d'Aragó i carrabiner en diversos fronts, ascendint a caporal, sergent i tinent de carrabiners. Un cop acabada la guerra, va formar part de la guerrilla urbana a València, en un grup de xoc, on el 6 d'octubre de 1945, amb Antonio Vargas Gan, Cubano; Manuel Martínez Ferrándiz i Arcadio Martínez, va participar en l'atac contra el Banco Popular de Previsores del Porvenir. El 1946 va ser membre del grup anomenat "Vanguardia" i va participar amb Francisco Serrano Corredor, Pepito, líder del grup, el Boxeador i Manuel Martínez, en un atac contra un banc a El Castellar (Terol). Després, amb Florian Garcia Velasco, Peque, va participar en l'atac a València d'una sucursal del Banco de Vizcaya acabada d'inaugurar. Després, quan Francisco Corredor, Pepito el Gafas, partí a la muntanya per evitar la detenció, Puig el seguí i es va unir a l'Agrupació Guerrillera de Llevant (AGL) l'agost de 1946 i quan el sector 17è es va dividir en dos (17è i 23è) va ser nomenat responsable d'un dels dos batallons del sector 17è. El 28 d'octubre de 1946, amb un grup de 30 combatents, va participar en l'ocupació de Gúdar (Terol), destruint amb explosius el quarter de la Guàrdia Civil i detenint les persones que suposadament estarien implicades en la mort de Felisa Montoliu, esposa i mare de guerrillers, assassinada en el quarter de Mora de Rubiols el 28 de setembre de 1946. Els detinguts foren jutjats allà mateix i 8 d'ells foren condemnats a mort, procedint a la seva execució a l'acte. El 19 de desembre de 1947, durant l'atac al seu campament a Cabra de Mora (Terol) per la Guàrdia Civil, va ser ferit però va aconseguir fugir. Finalment, Eduard Puig Minyana, València, va ser, assassinat el 21 de febrer, de 1948 després de matar el guàrdia Alfonso Esperanza Criz i ferir-ne un altre en un enfrontament a Los Cantos, en el terme de la Pobla d'Arenós (Castelló).